# Canton de l'Argentière-la-Bessée
Le canton de l'Argentière-la-Bessée est une circonscription électorale française située dans le département des Hautes-Alpes et la région Provence-Alpes-Côte d'Azur.

## Géographie
Ce canton est organisé autour de L'Argentière-la-Bessée dans l'arrondissement de Briançon. Son altitude varie de 900 m (Champcella) à 4 102 m (Barre des Écrins) pour une altitude moyenne de 1 148 m.

## Représentation

### Conseillers généraux de 1833 à 2015
| Période | Période           | Identité                                           | Étiquette       | Qualité                                                                                                   |
| ------- | ----------------- | -------------------------------------------------- | --------------- | --- |
| 1833    | 1848              | Pierre Alexis Etienne Rossignol                    |                 | Ancien notaire à Largentière, greffier du juge de paix                                                    |
| 1848    | 1852              | Eugène Rossignol (fils du précédent)               |                 | Avocat et avoué à Briançon                                                                                |
| 1852    | 1870              | Jacques Alexis Rossignol                           |                 | Propriétaire à Briançon                                                                                   |
| 1870    | 1871 (annulation) | Auguste Victor Elisée de Villarobert Margot-Duclot | Droite          | Juge au Tribunal civil de Gap                                                                             |
| 1871    | 1875 (décès)      | Eugène Rossignol                                   |                 | Avocat à Embrun                                                                                           |
| 1875    | 1883              | Auguste Victor Elisée de Villarobert Margot-Duclot | Droite          | Juge au Tribunal de Gap                                                                                   |
| 1883    | 1907              | François Queyras                                   | Républicain     | Maire de La Roche-de-Rame                                                                                 |
| 1907    | 1924 (décès)      | François Gilbert Planche                           | Rad.            | Industriel à L'Argentière-la-Bessée Député (1914-1924)                                                    |
| 1924    | 1937              | Jean Planche (fils du précédent)                   | Rad.            | Notaire, propriétaire à Paris                                                                             |
| 1937    | 1940              | Aristide de Bardonnèche                            | Rad.            | Directeur d'école à L'Argentière-la-Bessée, conseiller d'arrondissement                                   |
|         |                   |                                                    |                 | |
| 1942    | 1945              | Pierre-Jean Vasserot                               |                 | Docteur en médecine Conseiller municipal de L'Argentière-la-Bessée Nommé conseiller départemental en 1942 |
|         |                   |                                                    |                 | |
| 1945    | 1957 (décès)      | Aristide de Bardonnèche                            | SFIO            | Sénateur (1948-1957) Maire de L'Argentière-la-Bessée (1945-1957)                                          |
| 1957    | 1967              | Elie Abeil                                         | DVG             | Cultivateur à La Roche-de-Rame                                                                            |
| 1967    | 1985              | Pierre Giraud                                      | DVG puis DVD    | Retraité de l'enseignement Maire de L'Argentière-la-Bessée (1959-1986)                                    |
| 1985    | 1993 (décès)      | Max Disdier (1948-1993)                            | DVD             | Maire des Vigneaux (1971-1993)                                                                            |
| 1993    | 1998              | Chantal Disdier (épouse du précédent)              | DVD             | Agent immobilier, Les Vigneaux                                                                            |
| 1998    | 2011              | Raymond Marigne                                    | UDF-FD puis UMP | Architecte à L'Argentière-la-Bessée Vice-président du Conseil général                                     |
| 2011    | 2015              | Pierre Denis (1951-2018)                           | PRG             | Artisan Maire de Saint-Martin-de-Queyrières (2008-2014)                                                   |

### Conseillers d'arrondissement (de 1833 à 1940)
Le canton de L'Argentière avait deux conseillers d'arrondissement.
| Période                                  | Période | Identité                         | Étiquette | Qualité |
| ---------------------------------------- | ------- | -------------------------------- | --------- | --- |
| 1833                                     | 1836    | M. Abeil                         |           | Propriétaire à Largentière                                                                                  |
| 1833                                     | 1842    | M. Jayme                         |           | Propriétaire à Puy-Saint-Vincent                                                                            |
|                                          |         |                                  |           | |
| avant 1886                               | 1910    | Jules-Auguste Gauthier           |           | Conseiller municipal de Vallouise                                                                           |
| 1898                                     |         | Jérôme Albert (1846-1912)        |           | Cultivateur à Largentière                                                                                   |
|                                          |         |                                  |           | |
| 1910                                     | 1934    | Pierre-Alexis Alliey (1880-1968) |           | Comptable, maire de L'Argentière-la-Bessée                                                                  |
| 1934                                     | 1937    | Aristide de Bardonnèche          | Rad.      | Instituteur, L'Argentière-la-Bessée                                                                         |
| 1937                                     | 1940    | Mathieu Daurelle (1906-1992)     | URD       | Notaire, maire de Saint-Martin-de-Queyrières                                                                |
| 1940                                     |         |                                  |           | Les conseils d'arrondissement ont été suspendus par la loi du 12 octobre 1940 et n'ont jamais été réactivés |
| Les données manquantes sont à compléter. |         |                                  |           | |

### Conseillers départementaux après 2015
| Période élective | Période élective | Mandat | Mandat   | Identité             | Nuance | Nuance | Qualité |
| ---------------- | ---------------- | ------ | -------- | -------------------- | ------ | ------ | --- |
| 2015             | 2021             | 2015   | 2021     | Jean Conreaux        |        | LR     | Chef d'entreprise Maire de Vallouise (2008-) |
| 2015             | 2021             | 2015   | 2021     | Marie-Noëlle Disdier |        | LR     | Professeure des écoles retraitée - Commerçante Adjointe au maire de L'Argentière-la-Bessée (2014-2020), conseillère municipale depuis 2020 4e vice-présidente, chargée de la cohésion sociale et de la solidarité intergénérationnelle |
| 2021             | 2028             | 2021   | en cours | Gaelle Moreau        |        | DVG    | Profession libérale, Vallouise-Pelvoux |
| 2021             | 2028             | 2021   | en cours | Rémi Roux            |        | DVG    | Employé administratif, conseiller municipal de L'Argentière-la-Bessée |

#### Élections de mars 2015
À l'issue du premier tour des élections départementales de 2015, deux binômes sont en ballottage : Jean Conreaux et Marie-Noëlle Disdier (DVD, 37,17 %) et Pierre Denis et Céline Geoffroy (DVG, 29 %). Le taux de participation est de 51,57 % (2 804 votants sur 5 437 inscrits) contre 54,61 % au niveau départemental et 50,17 % au niveau national.
Au second tour, Jean Conreaux et Marie-Noëlle Disdier (DVD) sont élus avec 51,36 % des suffrages exprimés et un taux de participation de 52,35 % (1 324 voix pour 2 846 votants et 5 436 inscrits).

#### Élections de juin 2021
Le premier tour des élections départementales de 2021 est marqué par un très faible taux de participation (33,26 % au niveau national). Dans le canton de l'Argentière-la-Bessée, ce taux de participation est de 43,6 % (2 416 votants sur 5 541 inscrits) contre 41,95 % au niveau départemental. À l'issue de ce premier tour, deux binômes sont en ballottage : Jean Conreaux et Marie-Noëlle Disdier (DVD, 39,65 %) et Gaelle Moreau et Rémi Roux (Union à gauche, 30,42 %).
Le second tour des élections est marqué une nouvelle fois par une abstention massive équivalente au premier tour. Les taux de participation sont de 34,3 % au niveau national, 42,97 % dans le département et 45,36 % dans le canton de l'Argentière-la-Bessée. Gaelle Moreau et Rémi Roux (Union à gauche) sont élus avec 50,43 % des suffrages exprimés (1 185 voix pour 2 514 votants et 5 542 inscrits),,.

## Composition
À la suite du redécoupage cantonal de 2014, la composition du canton reste inchangée, le nouveau canton de l'Argentière-la-Bessée regroupe neuf communes.
À la suite de la création de la commune nouvelle Vallouise-Pelvoux le 1er janvier 2017, le nombre de communes passe à 8.
| Nom                                            | Code Insee | Intercommunalité      | Superficie (km2) | Population (dernière pop. légale) | Densité (hab./km2) | Modifier                                    |
| ---------------------------------------------- | ---------- | --------------------- | ---------------- | --------------------------------- | ------------------ | ------------------------------------------- |
| L'Argentière-la-Bessée (bureau centralisateur) | 05006      | CC du Pays des Écrins | 64,55            | 2 278 (2022)                      | 35                 | modifier les données · modifier les données |
| Champcella                                     | 05031      | CC du Pays des Écrins | 30,25            | 179 (2022)                        | 5,9                | modifier les données · modifier les données |
| Freissinières                                  | 05058      | CC du Pays des Écrins | 88,21            | 189 (2022)                        | 2,1                | modifier les données · modifier les données |
| Puy-Saint-Vincent                              | 05110      | CC du Pays des Écrins | 22,98            | 270 (2022)                        | 12                 | modifier les données · modifier les données |
| La Roche-de-Rame                               | 05122      | CC du Pays des Écrins | 40,53            | 896 (2022)                        | 22                 | modifier les données · modifier les données |
| Saint-Martin-de-Queyrières                     | 05151      | CC du Pays des Écrins | 55,52            | 1 122 (2022)                      | 20                 | modifier les données · modifier les données |
| Vallouise-Pelvoux                              | 05101      | CC du Pays des Écrins | 144,81           | 1 133 (2022)                      | 7,8                | modifier les données · modifier les données |
| Les Vigneaux                                   | 05180      | CC du Pays des Écrins | 15,99            | 515 (2022)                        | 32                 | modifier les données · modifier les données |
| Canton de l'Argentière-la-Bessée               | 0501       |                       | 462,84           | 6 582 (2022)                      | 14                 | modifier les données                        |

## Démographie

### Démographie avant 2015
| 1962  | 1968  | 1975  | 1982  | 1990  | 1999  | 2006  | 2011  | 2012  |
| ----- | ----- | ----- | ----- | ----- | ----- | ----- | ----- | ----- |
| 4 892 | 4 946 | 5 012 | 5 468 | 5 462 | 5 912 | 6 431 | 6 624 | 6 622 |

### Démographie depuis 2015
En 2022, le canton comptait 6 582 habitants, en évolution de −1,6 % par rapport à 2016 (Hautes-Alpes : +0,4 %, France hors Mayotte : +2,11 %).
| 2013  | 2018  | 2022  |
| ----- | ----- | ----- |
| 6 637 | 6 623 | 6 582 |